# Stazione di Mirto-Crosia
Stazione di Mirto-Crosia vasútállomás Olaszországban, Crosia településen.

## Vasútvonalak
Az állomást az alábbi vasútvonalak érintik:
- Jonica-vasútvonal

## Kapcsolódó állomások
A vasútállomáshoz az alábbi állomások vannak a legközelebb:
- Stazione di Calopezzati
- Stazione di Toscano